# 109 Virginis
109 Virginis è una stella nella costellazione della Vergine situata al confine con la costellazione del Serpente. Di magnitudine apparente +3,72, nonostante non abbia ricevuto una designazione di Bayer è la settima stella più brillante della costellazione. Dista 134 anni luce dal sistema solare.

## Osservazione
Si tratta di una stella situata nell'emisfero celeste boreale, ma molto in prossimità dell'equatore celeste, dal quale dista meno di 2°; ciò comporta che possa essere osservata da tutte le regioni abitate della Terra senza alcuna difficoltà. Data la sua magnitudine pari a 3,61, la si può osservare anche dai piccoli centri urbani senza difficoltà, sebbene un cielo non eccessivamente inquinato sia maggiormente indicato per la sua individuazione.
Il periodo migliore per la sua osservazione nel cielo serale ricade durante i mesi della primavera boreale, che corrispondono alla stagione autunnale nell'emisfero australe. Il periodo di visibilità rimane indicativamente lo stesso, grazie alla posizione della stella prossima all'equatore celeste.

## Caratteristiche fisiche
109 Virginis è una stella bianca di sequenza principale di tipo spettrale A0V; è più massiccia del Sole (2,58 M⊙), e il suo raggio è 2,7 maggiore. È una stella con le caratteristiche simili a quelle di Vega, anche se quest'ultima è molto più brillante in cielo perché 5 volte più vicina. Ha un'alta velocità di rotazione, 285 km/s, una temperatura superficiale di 9600 K ed è molto più povera in metalli rispetto al Sole: ne possiede infatti appena il 39% di quelli posseduti dalla nostra stella.
L'età stimata dell'astro è di poco inferiore ai 300 milioni di anni, ed ha già percorso il 68% della sua vita dentro la sequenza principale.
Nonostante sia catalogata come variabile per un'oscillazione della sua magnitudine da +3,70 a +3,75, dal 1979 pare non si registri nessuna variazione apprezzabile nella sua luminosità.